# أيزو 3166-2:BL
أيزو 31166-2:BL هو الجزء المخصص لسان بارتليمي في أيزو 3166-2، وهو جزء من معيار أيزو 3166 الذي نشرته المنظمة الدولية للتوحيد القياسي (أيزو)، والذي يُعرف رموز لأسماء التقسيمات الرئيسية (مثل الأقاليم، الجهات، المقاطعات أو الولايات) من جميع البلدان في ترميز أيزو 3166-1.
حاليا لم يتم تحديد رموز أيزو 3166-2 لسان بارتيليمي، حيث لا يوجد فيها تقسيمات محددة.
سانت بارتيليمي هي من مقاطعات وأقاليم ما وراء البحار الفرنسية، وتم تعيين رمز أيزو 3166-1 حرفي-2 لها هو  BL منذ عام 2007، بعد انفصالها من غوادلوب. وعين لها هذا الرمز تحت رمز فرنسا كالتالي  FR-BL.

## وصلات خارجية
- المنظمة الدولية للتوحيد القياسي أيزو 3166-2:BL